# Api Claudi Sabí Regil·lensis (cònsol 495 aC)
Api Claudi Sabí Regil·lensis (llatí: Appius Claudius Sabinus Regillensis) va ser un sabí de la ciutat de Regillum anomenat inicialment Attus Clausus o Atta Claudius. Es deia descendent de Clausus, un cap sabí que va ajudar Eneas quan va arribar a Itàlia. Api Claudi era partidari dels romans.
Quan va esclatar la guerra entre sabins i romans es va retirar de la seva ciutat i se'n va anar a Roma (504 aC) amb els seus seguidors i clients. Va ser acollit i acceptat pels patricis, i es van establir a la vora de l'Ànio, on van formar una nova tribu que es va dir Clàudia. Va ser elegit cònsol l'any 495 aC i en aquest govern va mostrar severitat contra els deutors. El 496 aC va proposar nomenar un dictador. Es va oposar als plebeus a la secessió de la muntanya sagrada (Sacer Mons) l'any 494 aC i no els va ajudar a la fam del 493 aC. Va contribuir a la condemna de Coriolà i es va declarar opositor a la llei agrària d'Espuri Cassi Viscel·lí.